# Xã Elmendaro, Quận Lyon, Kansas
Xã Elmendaro (tiếng Anh: Elmendaro Township) là một xã thuộc quận Lyon, tiểu bang Kansas, Hoa Kỳ. Năm 2010, dân số của xã này là 788 người.